# Erin Routliffe

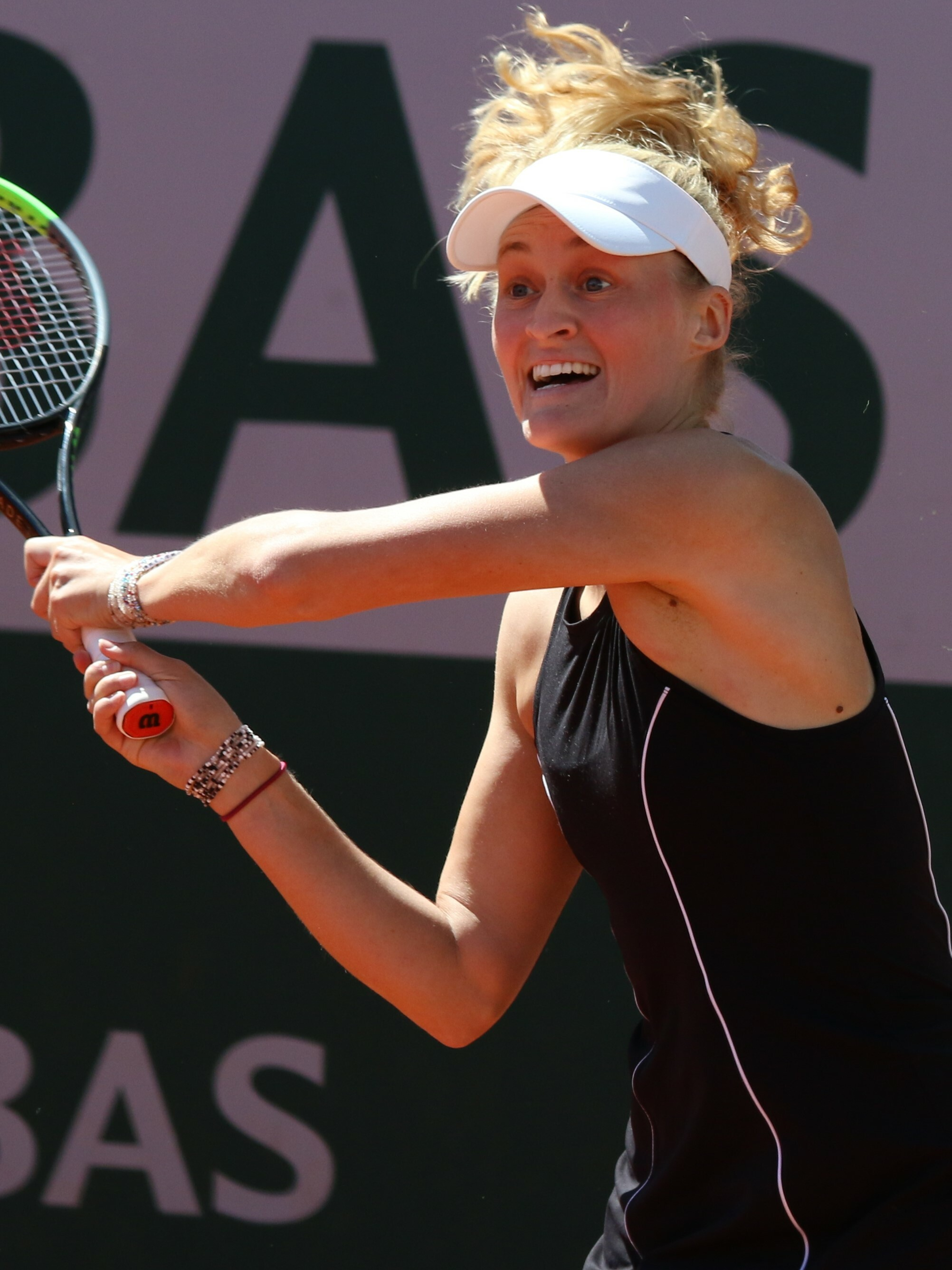
Roland Garros 2022

Erin Routliffe (Auckland, 11 april 1995) is een tennisspeelster uit Canada, die sinds juli 2017 uitkomt voor haar geboorteland Nieuw-Zeeland. Zij begon op zesjarige leeftijd met tennis. Haar favoriete ondergrond is hardcourt. Zij speelt rechtshandig en heeft een tweehandige backhand. Zij is actief in het internationale tennis sinds 2010.

## Loopbaan
In 2015 speelde Routliffe haar eerste grandslampartij, op het damesdubbelspeltoernooi van het US Open – samen met de Amerikaanse Maya Jansen kreeg zij een wildcard. Eerder had zij met Jansen al de NCAA gewonnen.
Routliffe stond in 2018 voor het eerst in een WTA-finale, op het dubbelspeltoernooi van Washington, samen met de Chileense Alexa Guarachi – zij verloren van het koppel Han Xinyun en Darija Jurak.
In 2021 veroverde Routliffe haar eerste WTA-titel, op het toernooi van Palermo, samen met de Belgische Kimberley Zimmermann, door het Russische koppel Natela Dzalamidze en Kamilla Rachimova te verslaan. In september bereikte zij op het US Open de derde ronde, met de Canadese Leylah Fernandez aan haar zijde.
In januari 2022 deed Routliffe voor het eerst mee aan het gemengd dubbelspel, op het Australian Open samen met landgenoot Michael Venus – zij bereikten er meteen de kwartfinale. Ook op het vrouwendubbelspel van Wimbledon bereikte zij de kwartfinale, met de Poolse Alicja Rosolska aan haar zijde.
Op het US Open 2023 won Routliffe haar eerste grandslamtitel, aan de zijde van de Canadese Gabriela Dabrowski. Daarmee haakte zij nipt aan bij de top 20 van de wereldranglijst in het dubbelspel. Met Dabrowski won zij in oktober ook het WTA 500-toernooi van Zhengzhou.
Op 1 januari 2024 trad Routliffe toe tot de top tien van het dubbelspel. Op het Australian Open 2024 bereikte zij, terug met Dabrowski, de halve finale. Daarmee stootte zij door naar de zesde plek van de wereldranglijst in het dubbelspel. Met de Amerikaanse Cori Gauff aan haar zijde bereikte zij in mei de finale van het WTA 1000-toernooi van Rome – door dat resultaat steeg zij naar de derde positie van de wereldranglijst. In juni won zij, terug met de Canadese Gabriela Dabrowski, het WTA-toernooi van Nottingham – daarmee klom zij nog naar de tweede plaats op de wereldranglijst. Op Wimbledon bereikte, maar verloor, zij haar tweede grandslamfinale met Dabrowski. Door dit resultaat greep zij de hoogste positie op de ranglijst. In augustus won Routliffe haar zevende dubbelspeltitel, op het WTA 1000-toernooi van Cincinnati, ditmaal geflankeerd door de Amerikaanse Asia Muhammad. Terug met Dabrowski won zij in november haar achtste titel op het eindejaarskampioenschap.
Geflankeerd door de Letse Jeļena Ostapenko won Routliffe in april 2025 haar negende dubbelspeltitel op het WTA 500-toernooi van Charleston. Terug met Dabrowski won zij later die maand haar tiende titel op het WTA 500-toernooi van Stuttgart en in augustus haar elfde in Cincinnati.

### Tennis in teamverband
Sinds 2017 maakt Routliffe deel uit van het Nieuw-Zeelandse Fed Cup-team – zij behaalde daar een winst/verlies-balans van 19–11.

## Persoonlijk
Routliffe werd in Nieuw-Zeeland geboren toen haar ouders, Robert Routliffe en Catherine MacLennan, een zeiltocht rond de wereld maakten. Na haar geboorte bleven zij nog vier jaar in Nieuw-Zeeland – ook haar twee jongere zussen Tara en Tess werden daar geboren.
Van 2013 tot 2017 studeerde Routliffe public relations aan de University of Alabama.

## Posities op deWTA-ranglijst
Positie per einde seizoen:
| jaar | rang enkelspel | rang dubbelspel |
| ---- | -------------- | --------------- |
| 2011 | 828            | 720             |
| 2012 | 643            | 694             |
| 2013 | 1102           | 440             |
| 2014 | –              | 677             |
| 2015 | –              | 536             |
| 2016 | 633            | 570             |
| 2017 | 795            | 339             |
| 2018 | 729            | 106             |
| 2019 | 862            | 149             |
| 2020 | 794            | 154             |
| 2021 | 942            | 54              |
| 2022 | 1044           | 32              |
| 2023 | 672            | 11              |
| 2024 | –              | 2               |

## Resultaten grandslamtoernooien
| Legenda | Legenda                          |
| ------- | -------------------------------- |
| g.t.    | geen toernooi gehouden           |
| l.c.    | lagere categorie                 |
| –       | niet deelgenomen                 |
| G       | uitgeschakeld in de groepsfase   |
| 1R      | uitgeschakeld in de eerste ronde |
| 2R      | uitgeschakeld in de tweede ronde |
| 3R      | uitgeschakeld in de derde ronde  |
| 4R      | uitgeschakeld in de vierde ronde |
| KF      | uitgeschakeld in de kwartfinale  |
| HF      | uitgeschakeld in de halve finale |
| F       | de finale verloren               |
| W       | het toernooi gewonnen            |
| w-v     | winst/verlies-balans             |

### Enkelspel
geen deelname

### Vrouwendubbelspel
| Australian Open | –  | –  | –  | –  | 1R | 1R | HF | HF |
| Roland Garros   | –  | –  | –  | –  | 3R | 1R | 3R | 1R |
| Wimbledon       | –  | 1R | 1R | –  | KF | 1R | F  | KF |
| US Open         | 1R | –  | –  | 3R | 2R | W  | KF |    |

### Gemengd dubbelspel
| toernooi        | 2022 | 2023 | 2024 | 2025 |
| --------------- | ---- | ---- | ---- | ---- |
| Australian Open | KF   | –    | 1R   | HF   |
| Roland Garros   | 1R   | –    | KF   | 2R   |
| Wimbledon       | 1R   | 1R   | HF   | 1R   |
| US Open         | 1R   | –    | 1R   |      |

## Palmares
| Legenda                 |
| ----------------------- |
| Grandslamtoernooi       |
| Olympische Spelen       |
| Year-End Championships  |
| Premier Mandatory       |
| Premier Five / WTA 1000 |
| Premier / WTA 500       |
| International / WTA 250 |
| Challenger / WTA 125    |

### WTA-finaleplaatsen enkelspel
geen

### WTA-finaleplaatsen vrouwendubbelspel
| nr.              | finale     | toernooi            | ondergrond    | partner              | tegenstandsters                      | score             |         |
| ---------------- | ---------- | ------------------- | ------------- | -------------------- | ------------------------------------ | ----------------- | ------- |
| gewonnen finales |            |                     |               |                      |                                      |                   |         |
| 01.              | 2021-07-25 | WTA Palermo         | gravel        | Kimberley Zimmermann | Natela Dzalamidze Kamilla Rachimova  | 7-6, 4-6, [10-4]  | details |
| 02.              | 2022-08-06 | WTA Washington      | hardcourt     | Jessica Pegula       | Anna Kalinskaja Caty McNally         | 6-3, 5-7, [12-10] | details |
| 03.              | 2023-03-05 | WTA Austin          | hardcourt     | Aldila Sutjiadi      | Nicole Melichar-Martinez Ellen Perez | 6-4, 3-6, [10-8]  | details |
| 04.              | 2023-09-10 | US Open             | hardcourt     | Gabriela Dabrowski   | Laura Siegemund Vera Zvonarjova      | 7-6, 6-3          | details |
| 05.              | 2023-10-15 | WTA Zhengzhou       | hardcourt     | Gabriela Dabrowski   | Shuko Aoyama Ena Shibahara           | 6-2, 6-4          | details |
| 06.              | 2024-06-16 | WTA Nottingham      | gras          | Gabriela Dabrowski   | Harriet Dart Diane Parry             | 5-7, 6-3, [11-9]  | details |
| 07.              | 2024-08-18 | WTA Cincinnati      | hardcourt     | Asia Muhammad        | Leylah Fernandez Joelija Poetintseva | 3-6, 6-1, [10-4]  | details |
| 08.              | 2024-11-09 | WTA Finals          | hardcourt     | Gabriela Dabrowski   | Kateřina Siniaková Taylor Townsend   | 7-5, 6-3          | details |
| 09.              | 2025-04-06 | WTA Charleston      | gravel        | Jeļena Ostapenko     | Caroline Dolehide Desirae Krawczyk   | 6-4, 6-2          | details |
| 10.              | 2025-04-20 | WTA Stuttgart       | gravel (i)    | Gabriela Dabrowski   | Jekaterina Aleksandrova Zhang Shuai  | 6-3, 6-3          | details |
| 11.              | 2025-08-17 | WTA Cincinnati      | hardcourt     | Gabriela Dabrowski   | Guo Hanyu Aleksandra Panova          | 6-4, 6-3          | details |
| verloren finales |            |                     |               |                      |                                      |                   |         |
| 01.              | 2018-08-05 | WTA Washington      | hardcourt     | Alexa Guarachi       | Han Xinyun Darija Jurak              | 3-6, 2-6          | details |
| 02.              | 2021-07-31 | WTA Charleston      | gravel        | Aldila Sutjiadi      | Liang En-shuo Rebecca Marino         | 7-5, 5-7, [7-10]  | details |
| 03.              | 2021-09-18 | WTA Luxemburg       | hardcourt (i) | Kimberley Zimmermann | Greet Minnen Alison Van Uytvanck     | 3-6, 3-6          | details |
| 04.              | 2021-09-26 | WTA Ostrava         | hardcourt (i) | Kaitlyn Christian    | Sania Mirza Zhang Shuai              | 3-6, 2-6          | details |
| 05.              | 2022-02-13 | WTA Sint-Petersburg | hardcourt (i) | Alicja Rosolska      | Anna Kalinskaja Caty McNally         | 3-6, 7-6, [4-10]  | details |
| 06.              | 2022-06-25 | WTA Bad Homburg     | gras          | Alicja Rosolska      | Eri Hozumi Makoto Ninomiya           | 4-6, 7-6, [5-10]  | details |
| 07.              | 2022-10-09 | WTA Ostrava         | hardcourt (i) | Alicja Rosolska      | Caty McNally Alycia Parks            | 3-6, 2-6          | details |
| 08.              | 2023-05-06 | WTA Reus            | gravel        | Alexa Guarachi       | Storm Hunter Ellen Perez             | 1-6, 6-7          | details |
| 09.              | 2023-09-23 | WTA Guadalajara     | hardcourt     | Gabriela Dabrowski   | Storm Hunter Elise Mertens           | 6-3, 2-6, [4-10]  | details |
| 10.              | 2024-03-31 | WTA Miami           | hardcourt     | Gabriela Dabrowski   | Sofia Kenin Bethanie Mattek-Sands    | 6-4, 6-7, [9-11]  | details |
| 11.              | 2024-05-19 | WTA Rome            | gravel        | Cori Gauff           | Sara Errani Jasmine Paolini          | 3-6, 6-4, [8-10]  | details |
| 12.              | 2024-06-29 | WTA Eastbourne      | gras          | Gabriela Dabrowski   | Ljoedmyla Kitsjenok Jeļena Ostapenko | 7-5, 6-7, [8-10]  | details |
| 13.              | 2024-07-14 | Wimbledon           | gras          | Gabriela Dabrowski   | Kateřina Siniaková Taylor Townsend   | 6-7, 6-7          | details |
| 14.              | 2024-08-12 | WTA Toronto         | hardcourt     | Gabriela Dabrowski   | Caroline Dolehide Desirae Krawczyk   | 6-7, 6-3, [7-10]  | details |